# Uwe Groß (Maler)
Uwe Groß (* 23. September 1963 in Frankfurt am Main; † 23. November 2013 in Frankfurt am Main) war ein deutscher Maler.

## Leben
Uwe Groß studierte von 1981 bis 1984 Industriedesign an der Hochschule für Gestaltung Offenbach am Main und von 1989 bis 1995 Freie Malerei bei Jörg Immendorff an der Städelschule in Frankfurt am Main. 1995 wurde er erster Meisterschüler Immendorffs.
Uwe Groß stellte erstmals 1990 in einer Gruppenausstellung in der Städelschule aus. 1992 arbeitete er am Bühnenbild des WDR-Fernsehstudios auf der ART Cologne mit. Im Jahr darauf fand seine erste Einzelausstellung im „Café Cult“ in Frankfurt statt.
1997 gestaltete er ein Wandbild für Bost (Städel) und nahm im Jahr darauf an einer Gruppenausstellung der Meisterschüler Immendorffs im Kunsthaus Wiesbaden teil. Seit dem Jahr 2000 stellte er u. a. im Kunstverein Hohenaschau im Chiemgau, zweimal in der Zeche Zollverein, im Kunstraum Hanau am Main, im Stadtmuseum Hattingen und in der Kunsthalle Darmstadt aus.
Arbeiten von Uwe Groß befinden sich in privaten und öffentlichen Sammlungen in Deutschland bei der Stadt Frankfurt am Main, bei BRITA in Taunusstein, im Stadtmuseum Hattingen wie auch in weiteren Sammlungen in anderen europäischen Ländern, in Korea und Singapur.